# アクセル・ゲーゼ
アクセル・ヴィルヘルム・ゲーゼ（Axel Wilhelm Gade 1860年5月28日 - 1921年11月9日）は、デンマークのヴァイオリニスト、作曲家、指揮者。ニルス・ゲーゼと2番目の妻の間にできた息子であった。アナ・ランゴーと結婚したことでルーズ・ランゴーのおじとなった。

## 生涯
コペンハーゲンに生まれた。幼少期からヴァイオリンを始め、1879年から1881年はデンマーク音楽アカデミーでヴァルデマ・トフテらに師事した。その後ベルリンに赴き、ヨーゼフ・ヨアヒムの下で研鑽を積んだ。帰国すると1884年にデンマーク王立管弦楽団にヴァイオリニストとして入団、1910年からはコンサートマスターを務めた。1918年にダンネブロ勲章のナイトに叙されている。フレゼレクスベアに没した。
1885年からアカデミーでヴァイオリンの指導を施していたゲーゼは、1909年に理事会入りを果たしている。彼は独奏者として、室内楽奏者として、そして楽団のコンサートマスターとして当代でも指折りのヴァイオリニストであった。時おり指揮者として活動することもあった。作曲家としては父の様式に近い形で多数の曲を書くようになった。

## 作品
- ヴァイオリン協奏曲第1番 ニ長調 （1889年）
- ヴァイオリン協奏曲第2番 ヘ長調 作品10 （1899年）
- オペラ『ヴェネツィアの夜』（Venezias Nat） （1919年）ホルガ・ドラクマンのリブレット
- オペラ『Lisette』 （1921年）
- ピアノ三重奏曲 ハ短調
- ヴァイオリンソナタ ト長調
- 詩篇23篇
- オーボエのための音楽
- 歌曲